# 鰂魚涌公園槍擊案
鰂魚涌公園槍擊案於2018年6月26日在香港香港島鰂魚涌公園發生，共造成兩死兩傷，為香港近年來極少數涉及槍枝暴力的案件，對上一次涉及真槍的槍擊案是2014年發生的啟晴邨槍擊案。

## 背景
詹心桀原姓魏，後改隨母姓詹，時年44歲，居於將軍澳健明邨健晴樓15樓一公屋單位。報道指，她沒有精神病紀錄，也沒有案底。
她是一名保鑣以及保鑣公司負責人，但是沒有槍械牌照及保安牌照。在2017年時接受《蘋果日報》專訪時化名李小姐。

## 事發經過
44歲的詹心桀（原名魏朝霞）與魏姓哥哥相約四名姨舅，於太古城一間酒樓討論他們外婆遺產分配問題。至下午三時許，事主們移步至鰂魚涌公園再次討論，由於始終未能就詹心桀取回原屬其亡母之一份遺產達成共識，詹心桀從懷中掏出一把半自動手槍，向長輩們連轟最少四發，傳出「嘭嘭嘭嘭」巨響。四人相繼倒下，其中兩人頭部受傷倒地不起，另兩人手部受傷但清醒。詹心桀的魏姓哥哥目擊事件後逃跑並報警。
詹心桀行兇後，將手槍檢起，逃向太古城中心四期。有市民尾隨追截，並與保安員在二樓大堂合力將她截停。不久，警方反恐特勤隊隊員荷槍實彈趕至將她拘捕。詹心桀被捕時未有反抗，神情冷靜。警員在她懷中檢獲一支手槍及彈匣內五粒子彈。涉案手槍型號為意大利Beretta 950 Jetfire半自動手槍，彈匣裝彈數量為八枚，槍膛可另外裝彈一枚。

## 受害者
4名受害者分別為詹心桀二姨詹少芬（80歲）、三舅父詹前駒（72歲）、四舅父詹鎮基（62歲）及五姨詹小慧（60歲）。
詹少芬送院後傷重不治，詹鎮基送院搶救至事發後第二天傷重不治，詹前駒傷勢嚴重，詹小慧受輕傷。

## 法庭審訊
2018年6月28日，詹心桀被押送往東區裁判法院出庭應訊，被控兩項謀殺罪和兩項有意圖射擊罪。審訊後，詹心桀還押至2018年9月20日再訊。（案件編號：ESCC 1558/2018）
再訊後，詹心桀毋須答辯。控方指部分文件尚未完成，故再將案件押後至2018年11月29日以待警方進一步查核；辯方並無反對押後及保釋申請，詹心桀繼續還押監所看管。
2019年1月23日，案件再次進行提訊。控方指警方已完成調查，並向律政司索取了法律意見，案件將轉往高等法院審理，將押後至2019年3月4日進行交付審訊程序，期間詹心桀繼續還押。
2021年6月21日，案件在高等法院進行審訊前覆核。期間詹心桀繼續還押。（案件編號：HCCC272/2019）
2021年7月15日，陪審團一致裁定詹心桀兩項謀殺罪及一項有意圖而射擊罪罪成，另外以六比一大比數裁定餘下一項有意圖而射擊罪罪成。法官潘敏琦就謀殺罪依例判處詹心桀無期徒刑，有意圖而射擊兩罪判監共18年。（案件編號：HCCC272/2019）
詹心桀不服定罪和刑期申請上訴許可。申請方提出，在無罪推定下，申請人要證明「減責神志失常」抗辯並不公平，政府的精神病學家長期和頻密診察還押在小欖精神病院的申請人，但辯方的精神病學家和申請人會見次數甚少，政府一方享有優勢。（答辯方回應稱，政府醫療報告一向披露予辯方，亦可協助辯方。）申請人爭議，控方強烈把罪責歸咎於被告沒向醫生道出真相，佯裝精神病症狀，陪審團或因而認為，申請人掩飾她冷血及有預謀地射擊，惟原審法官沒對陪審團作出謊言指引不夠全面。申請方亦提出，類似案件就有意圖而射擊罪判囚9年，申請人就此罪各被判12年屬不合理。是次上訴由上訴庭副庭長麥機智，以及法官薛偉成、彭寶琴處理。
2023年5月19日，詹心桀就定罪和刑期的上訴許可申請均被上訴庭駁回。上訴庭指，為了平衡社會利益，申請人以「減責神志失常」抗辯有舉證責任。對於申請方被指因患精神病等才說謊，上訴庭認為，以此解釋申請人無辜是欠缺說服力，申請人對醫生說法不一致，關乎其精神狀態，控方非依賴此點指控申請人謀殺，原審法官的指引亦充足。上訴庭考慮到，申請人在公眾地方攜槍械和大量子彈，處決式地成功殺害兩名親人，另兩名親人則幸運逃過一死，實屬加刑因素。上訴庭基於以上原因，維持原判，駁回定罪上訴申請。

## 被廉署起訴在囚期間行賄懲教署人員
2022年9月20日，廉政公署起訴詹心桀在囚期間違反《防止賄賂條例》，向一名懲教署高級懲教主任，提供一筆30萬元的賄款，被廉署落案起訴一項「向訂明人員提供利益」罪，並於9月22日在屯門裁判法院答辯。